# Scipionum elogia

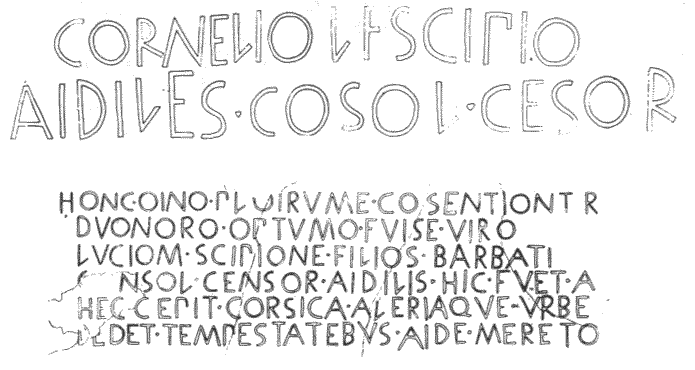
Iscrizione sulla tomba di Lucio Cornelio Scipione (B)

Gli Scipionum elogia sono due iscrizioni funebri metriche (elogia), rinvenute l'una nel 1614 e l'altra fra il 1780 e il 1783 nel sepolcro degli Scipioni sulla via Appia. Gli elogia, del tutto simili a una laudatio funebris ma più brevi, contenevano brevi informazioni sulla carriera politica e sulle origini familiari del defunto.
Gli elogi di Lucio Cornelio Scipione Barbato e del figlio Lucio Cornelio Scipione, non precisamente databili ma comunque posteriori al 240 a.C., costituiscono delle importanti testimonianze preletterarie, in cui per la prima volta compaiono significativi segni di ellenizzazione della società romana. I valori di virtus (valore militare, coraggio) e forza fisica con cui è descritto Scipione Barbato si accompagnano ai valori, tipici dell'etica aristocratica greca e fino a quel tempo completamente estranei alla tradizione romana, di saggio (sapiens) e bello. Il latino delle due iscrizioni è arcaico (soprattutto nell'elogio del figlio, benché sia più recente) e si discosta in molti punti dal latino letterario classico. Anche il verso in cui sono scritte, il saturnio, è tipico della produzione poetica arcaica ed è il metro più usato nelle forme preletterarie. Il suo uso decadrà in seguito all'introduzione di metri greci, fino alla sua sparizione a cavallo tra III e II sec. a.C.
Il testo dell'elogium di Barbato, composto in 6 versi saturni, è il seguente:
(CIL VI, 1285.)
L'elogium del figlio di Barbato, Lucio Scipione, anch'esso in 6 versi saturni, appare per grafia e stile più arcaico dell'altra iscrizione:
(Adatt. della traduzione di G. Pontiggia e M.C. Grandi, Letteratura latina. Storia e testi, Principato.)